# 渡邊明乃
渡邊明乃（日语：／ Watanabe Akeno，1982年11月18日—）是日本的女性聲優，千葉縣船橋市出身，隸屬於大澤事務所。血型A型，身高163cm，愛稱（Akenon）、女帝（じょてい）。
代表作有《重生傳奇》（毛）、《魔法老師》（絡操茶茶丸）、《超級機器人大戰系列》（愛比絲·道格拉斯）等。

## 人物
- 代表作魔法老師（寫實版除外）絡操茶茶丸。
- 以童星起家的女性聲優，童星時期屬於劇團日本兒童，後因崇拜幽遊白書中緒方惠美演出的藏馬角色而轉行。
- 有點沙啞的聲音（husky voice）為其特徵。像テイルズオブリバース的マオ、韋駄天翔的山登翔之類活潑少年、IGPX的リズ那樣的強氣娘、爆裂天使的ジョウ和魔法老師的絡繰茶々丸那樣的（陰沉）寡言的腳色等，不限定於特定性格，可以演出各種性格角色的聲優。另外不知為什麼，百合類的演出也不少。
- 第一人稱「僕」，不過偶爾會用「俺」，在傳頌之物廣播第13回也曾說過，有時會根據年齡使用「あたし」自稱。   （僕，ボク，Boku——ボク一般是男性專用的自稱。俺，おれ，Ore——一般是男性用自稱，詳見仆娘。あたし為女性專用自稱。另一種則為「私」一般念作「わたし」（Watashi），是兩性通用自稱，「わたくし」（watakushi）則為古語，不過仍有人在使用）
- 非常討厭別人講黃色笑話。在擔任某電台節目的特別來賓演出時，對於小野坂昌也說著一連串黃色笑話的時候，也不管當時正在錄音，就突然生氣，徹底的將小野坂斥責一遍。現在隨著和同性聲優的共演作品較多，常常被生天目仁美和伊藤靜等用「近似」性騷擾的行為捉弄，漸漸的多少對這種事有點抵抗力了。
- 聲優界知名的巨乳。因此常遭聲優界有名的「揉乳狂」生天目仁美的「毒手」。
- 生天目仁美與伊藤靜曾說「（明乃）是我們身體的偶像！」；柚木涼香和三宅華也也曾在渡邊本人不在時的電台節目中討論「胸部很大」的話題。
- 本人曾說「就算誰說了甚麼，のとまみ（能登麻美子愛稱之一）也是我的人。不可以。不讓給任何人。まーたん（指能登，亦為能登愛稱之一，亦有直譯（音譯）為麻炭）是我的。看，我們在交往啊。就算不是在交往也絕對不讓給人。」（但卻比不上生天目仁美和同公司前輩川澄綾子她們對能登麻美子的溺愛程度。）
- 很喜歡酒，和聲優界公認的「酒女」伊藤靜是酒友。
- 曾在澀谷喝酒喝到天亮，原本打算坐澀谷到品川方面的電車的，但醒來時已經到了原宿這樣的喝酒失敗譚。明明打算坐首班車的，醒來時已經到了中午了（根據あまえないでよっ!!聲優SP）。

## 主要參與作品

### 電視動畫
主角、主要角色以粗體表示
2001年
- あぃまぃみぃ!ストロベリー・エッグ（樟葉楓子）
- バビル2世（アイラ）
- 厄夜怪客（ジェシカ）
- 名侦探柯南（草野薰）

2002年
- 白色獵人（女學生）
- 禁獵魔女（瀨名·羅冰）
- Heat Guy-J（ジャニス）
- 棋魂（津田久美子、電視的聲音、少年、川萩中學副將、少女 等）
- ふぉうちゅんドッグす（ボビー、シバタ）
- 陸上防衛隊（龍エイリアン）

2003年
- 奇諾之旅（師父）
- 青出於藍（姐姐）
- 一騎當千（呂布奉先）
- E'S（神露＝ヴェルベディア、サラ）
- L/R -Licensed by Royal-（シオン）
- GAD GUARD（友人）
- 萬花筒之星（安娜・哈特）
- ガンパレード・マーチ ～新たなる行軍歌～（朋友B）
- 麻辣女孩（莫妮卡）
- さいころボットコンボック（天宮伊音）
- 神魂合體Godannar!!（笹暮小波）
- STRATOS 4（操作員C）
- Divergence Eve（ユン中尉、操作員）
- 偵探學園Q（加賀美麗）
- 魔法使的條件（安琪拉‧沙龍‧布魯克斯）
- 愛的魔法（杜崎沙弓）
- 闇與帽子與書的旅人（女忍者・朱雀）

2004年
- Aqua Kids（アミ）
- 陰陽大戰記（雷火房之進、トラジ、其他）
- 向北。～Diamond Dust Drops～（原田明理）
- 銀河天使第4期（蘭花母親）
- KURAU Phantom Memory（未香）
- Keroro軍曹（タルル上等兵）
- 神魂合體Godannar!! SECOND SEASON（笹暮小波）
- 火影忍者（多由也）
- 爆裂天使（喬）
- 花右京女侍隊La Verite（早苗八島）
- 光之美少女（柏田真由）
- （小山田美雪、野島部長）
- みさきクロニクル～Divergence Eve～（コムリー・ロードブラッド、ユン中尉）
- 妄想代理人（バニー）
- 洛克人EXE Stream（スラー）

2005年
- IGPX（リズ・リカーロ）
- 極樂天師（天川春佳）
- ARIA The ANIMATION（兼職・ピット、小嘛社長）
- IDATEN翔（山登翔）
- 奥さまは魔法少女（ブルガ）
- 神樣中學生（辯天様）
- ガンパレード・オーケストラ（結城火焰）
- 蠟筆小新（安潔莉卡）
- 極上生徒會（峰岸真弓）
- 灼眼的夏娜（「夢幻冠帶」蒂雅瑪特）
- 星艦駕駛員（冰坂亞鈴）
- D.I.C.E.（パフィ・エンジェル）
- 天國之吻（日笠）
- 怪醫黑傑克（リサ、女學生）
- 神奇寶貝超世代（ジャンプ）
- 魔法老師！（絡繰茶茶丸）
- 我們的仙境 Heartful Days（松葉五月／さっちゃん）
- 地獄少女（耕吉）

2006年
- 後天的方向（網野透子）
- 極樂天師 喝!!（天川春佳）
- ARIA The NATURAL（阿魯貝特·皮特、小嘛社長）
- 魔女之刃（淺水）
- 受讚頌者（多利、古拉、ハウエンクア）
- Pénélope tête en l'air（アラジン、幼稚園的保母）
- 鍵姫物語 永久愛麗絲輪舞曲（須羽アスカ）
- 銀魂（陸奥）
- Code Geass 反叛的魯路修（維蕾塔、樞木朱雀（少年時代）、女子）
- ザ・サード 〜蒼い瞳の少女〜（グレイヴ·ストーン）
- 地獄少女（耕吉）
  - 地獄少女 二籠（雪村久美子）(第10話)
- 新星輝Duel Masters Flash（九守レイ）
- 超級機器人大戰OG -Divine Wars-（愛比絲·道格拉斯）
- ZEGAPAIN（メイイェン、トミガイ）
- 009-1（009-4 ベルタ・ケストナー）
- 麵包超人（ほたる王子）
- Tactical Roar（フロート）
- NIGHT HEAD GENESIS（雙海翔子）
- 魔法老師！？（絡繰茶茶丸） - 同時擔任第13話的副標題題字與提供插畫。
- 南瓜剪刀（愛麗絲・ラーヴィンス）
- 小心啊公主（レポーター）
- 變身公主（坂本冬姫）
- project BLUE 地球SOS（ビリー・キムラ）
- ブンブン・マギー（マギー・ペスキー）
- MÄR 魔法世界（パウゼ）
- 徹之進（Caddy）

2007年
- 偶像大師 XENOGLOSSIA（春香之弟、はこべ、他）
- 威爾貝魯物語 ～威爾貝魯的姐妹～（ミスティ）
- 風之聖痕（八神和麻（小孩時代）、倉橋和泉）
- 機神大戰（アマル・アルバンナ）
- 星界死者之書（伊耶拉、巴羅）
- CLAYMORE（薇若妮卡、塔巴莎）
- 月面兔兵器米娜（ハルミナ・ゴールドバーグ、霜月米娜）
- 灼眼的夏娜II（“夢幻冠帯”蒂雅瑪特）
- 神曲奏界（マウラ・エレイン）
- 人造昆虫カブトボーグ V×V（茨木エイジ）
- 鬼面騎士（看護師）
- 死亡筆記（莉特娜、アナウンサーA）
- 桃華月憚（つばめ、守東清春（幼少時））
- 暗夜魔法使（キリヒト）
- 藍蘭島漂流記（豬排、小尊、紋次郎）
- はぴはぴクローバー（ハル）
- 旋風管家（イツキ）
- 不可思議星球的雙胞胎公主Gyu!（フィンゴ）
- BLUE DROP 〜天使們的戲曲〜（川嶋朱音）
- 楓之谷（アカネン、ププギ、ストンプラピット、かかし、戰士族的學生、Jr.イエティ 他）

2008年
- RD 潛腦調查室（神子元沙也加）
- ARIA The ORIGINATION（阿魯貝特・皮特、小嘛社長）
- 一騎當千 Great Guardians（呂布奉先）
- Code Geass 反叛的魯路修 R2（維蕾塔、羅麥雅女士）
- 守護甜心！（長倉拓哉、Zero）
- SOUL EATER（莉絲·湯普森）
- 出包王女（結城梨斗）
- 魔法學園MA（メタリス）
- 隱王（沙羅、學生）
- 秘密 〜The Revelation〜（三枝梓）
- 神奇寶貝鑽石&珍珠（ユモミ）

2009年
- 魔法禁書目錄（雪莉·克倫威爾）
- 鋼殼都市雷吉歐斯（艾爾雪拉·艾露莫裏斯／席諾拉·艾雷斯拉）
- 狼與辛香料II（狄安·魯本斯）
- Phantom 〜Requiem for the Phantom〜（莉茲·加蘭特）
- 潘朵拉之心（里歐）
- 動物偵探奇魯米（牛島惠子）
- Battle Spirits 少年突破馬神（男學生A）
- 火影忍者疾風傳（多由也）

2010年
- 玩伴貓耳娘（莎拉）
- 吸血鬼同盟（奈拉）
- 戰鬥陀螺 鋼鐵奇兵（水地零士）
- 我的妹妹哪有這麼可愛！（高坂佳乃）
- 一騎當千 XTREME XECUTOR（呂布奉先）
- 出包王女II（結城梨斗）
- 魔法禁書目錄II（雪莉·克倫威爾）
- 神奇寶貝BestWishes（修帝）
- 大小姐×執事！（安娜）

2011年
- 戰國少女 ～桃色異傳～（服部hanzo）
- 青之驅魔師（奧村燐〈幼年時〉）
- GOSICK（蜜爾德麗德·阿波加斯特）
- 卡片戰鬥先導者（矢作狂）
- Fate/Zero（娜塔莉亞·卡明斯）
- 罪惡王冠（恙神涯〈幼年〉）
- 結界女王（金由美）

2012年
- Fate/Zero 2nd（娜塔莉亞·卡明斯基）
- 戰國Collection（“黑桔梗”土方歲三）
- 心連·情結（唯的媽媽）
- 出包王女DARKNESS（結城梨斗）
- 魔奇少年（翟娜布）

2013年
- 琴浦小姐（月野亞紀）
- 我的妹妹哪有這麼可愛。（高坂佳乃）
- 召喚惡魔Z（江戶川亂子）
- Free!（松岡江、松岡凜（小學））
- 神不在的星期天（安娜[2]）
- 銀河機攻隊 莊嚴皇子（黑木安城）
- 進擊的巨人（希琪）
- 境界的彼方（二之宮雫）

2014年
- 東京闇鴉（土御門千鶴）
- 宇宙浪子（粉碎者辣妹）
- 信長之槍（土偶）
- Z/X IGNITION（飛鳥的母親、大嬸、小孩A）
- 鬼燈的冷徹（提燈於岩）
- Happiness Charge 光之美少女！（卓真）
- Soul Eater Not!（莉絲·湯普森）
- Free!-Eternal Summer-（松岡江）
- 名侦探柯南（矢岛弥生）
- 火星異種「阿聶克斯1號篇」（吉娜·S·艾西莫夫）
- CROSSANGE 天使與龍的輪舞（蓋考醫生）

2015年
- 幸腹塗鴉（渡邊）
- 银魂°（陸奧）
- 出包王女DARKNESS 2nd（結城梨斗）
- 新哆啦A夢（比爾·瑪尼）
- OVERLORD（倉助〈森林賢王〉）
- Concrete Revolutio～超人幻想～（畑山早苗）

2016年
- Active Raid－機動強襲室第八課－（凡河內美穗、廣播）
- 少女們向荒野進發（映葉的母親）
- Dimension W －第四次元－（森永良子）
- 火星異種 復仇（吉娜·S·艾西莫夫）
- 我的英雄學院（幼年出久、午夜時分）
- ReLIFE（海崎的母親）
- 食戟之靈 貳之皿（少年美作、高唯）
- 龍族拼圖X（赫里奧特）
- Scared Rider Xechs（岡崎富士美）
- Active Raid－機動強襲室第八課－ 2nd（凡河內美穗）
- 路人超能100（女性客）

2017年
- 時間飛船24（巨峰君）
- 銀魂.（陸奧）
- 為美好的世界獻上祝福！2（阿克西斯教徒、阿克西斯教的老婆婆）
- 我的英雄學院 第2期（午夜時分）
- 進擊的巨人 Season 2（希琪）
- 名侦探柯南（堀内史華）
- 悠久持有者：魔法老師！ 第2部（絡繰茶茶丸）
- 此花綺譚（阿菊）
- 鬼燈的冷徹 第貳期（於岩）
- 見習神仙 秘密的心靈（希捏馬爾）

2018年
- 伊藤潤二驚選集（加奈子）
- OVERLORD II（倉助〈森林賢王〉）
- 妖精森林的小不點（前代店主）
- 齊木楠雄的災難 第2期（猛）
- 蒼天之拳 REGENESIS（葉子英[3]）
- 甜心戰士 Universe（利刃爪）
- 蠟筆小新（AI機器人）
- OVERLORD III（倉助）
- Free!-Dive to the Future-（松岡江）
- 見習神仙 秘密的心靈（希捏馬爾）
- 火之丸相撲（潮惠子）
- 魔法禁書目錄III（雪莉·克倫威爾）
- 書店裡的骷髏店員本田（微笑老大）
- 黃金神威 第2期（吉卡帕西）
- 梅露可物語 -無精打采的少年與瓶中少女-（鞋店的大嬸）
- 新幹線戰士（朱雀）
- 我的英雄學院 第3期（午夜時分）

2019年
- 異世界四重奏（倉助）
- 在地下城尋求邂逅是否搞錯了什麼II（阿伊莎·貝勒卡）
- 碧藍航線（日向）
- 我的英雄學院 第4期（午夜時分、耳郎美香）
- 屁屁偵探（克雷歐帕）

2020年
- 異世界四重奏2（倉助）
- 卡片戰鬥!! 先導者 新右衛門篇（矢作京）
- 超異域公主連結 Re:Dive（恭子）
- 卡片戰鬥!! 先導者 外傳 -if-（矢作京）
- 弩級戰隊HXEROS（幻夢蟲）
- 貓狗的爆笑同居生活（看起來很幸福的人們、司機的貓、受驚的狗、主婦B、呼喚狗的人、龍套志願者）
- 黃金神威 第3期（吉卡帕西）
- 在地下城尋求邂逅是否搞錯了什麼III（阿伊莎·貝勒卡）
- Healin' Good ♥ 光之美少女（凱達利）
- 神奇柑仔店 錢天堂（母親）
- 魔女之旅（瑟琳娜的母親）

2021年
- 名偵探柯南（神明奈奈子）
- 貓狗的爆笑同居生活（勸誘的人、龍套狗A、店員B、小狗B、服務員）
- 進擊的巨人 The Final Season（希琪·多麗絲、小孩）
- 熱帶妝情！光之美少女（努梅麗）
- 龍族拼圖（葉梨麻壽代）
- 我的英雄學院 第5期（午夜時分）
- 通靈王（第2作）（阿彌陀丸〈少年〉）
- 異世界食堂2（伊傑岡特）
- 新幹線變形機器人Z（朱雀）
- 星光魔法（緋尼克斯）

2022年
- 超異域公主連結 Re:Dive Season 2（恭子）
- 泡泡糖忍戰（ガム美）
- 處刑少女的生存之道（西西莉雅[4]）
- 真·一騎當千（呂布奉先）
- 契約之吻（夕桐明乃[5]）
- OVERLORD IV（倉助）
- 受讚頌者 二人的白皇（多利、古拉[6]）
- 在地下城尋求邂逅是否搞錯了什麼IV（阿伊莎·貝勒卡）
- 我的英雄學院 第6期（午夜時分）
- 黃金神威 第4期（吉卡帕西）
- JoJo的奇妙冒險 石之海（格羅莉亞·羅斯提羅）
- 機動戰士GUNDAM 水星的魔女（馮鈞）
- 給不滅的你 Season2（托多〈愛麗絲〉[7]）
- 秋葉原冥途戰爭（袋鼠役員）

2023年
- 阿魯斯的巨獸（勝過男人的庫彌[8]）
- 我的英雄學院 第6期（幼年出久）
- 東京復仇者（花垣武道〈小學生〉）
- 數碼寶貝幽靈遊戲（大王花獸）

2024年
- 治癒魔法的錯誤使用法（布魯林[9]）
- 金屬口紅（來訪者1）
- 為美好的世界獻上祝福！3（預告的人）
- 狼與辛香料 MERCHANT MEETS THE WISE WOLF（狄安·魯本斯[10]）
- 金剛戰神U（卡達爾女士[11]）
- 我的英雄學院 第7期（口田的母親、女性記者）
- 殿下與狗（玉）

2025年
- 殿下與狗（太郎）
- 異修羅 第2期（裂震貝魯卡）
- 黑執事 綠之魔女篇（希爾黛·迪克豪特）
- 正義使者 -我的英雄學院之非法英雄-（午夜時分[12]）
- 強者的新傳說（蕾拉[13]）
- 新吊帶襪天使（Kneesocks[14]）
- 外星人姆姆（子安）
- Silent Witch 沉默魔女的祕密（米妮瓦學生）

### OVA
- 巨乳學園（三船傳助）
- 不公平抽籤（麻緒梨）
- Cosplay Complex（ジェニー・マテル）
- STRATOS 4 アドヴァンス（立花美麗）
- 飛越顛峰2（操作員）
- 魔法老师！系列（络缲茶茶丸）
- 撲殺天使（三塚井石榴）
- リーンの翼（キキ）
- ARIA The OVA 〜ARIETTA〜（アルバート・ピット）
- 出包王女（結城梨斗）

2010年
- 打工聲優！（青柳彌生）

2011年
- Carnival Phantasm（莉茲·拜斐·史翠恩德伐利）

2018年
- Free!－Dive to the Future－第0話（松岡江）

### 動畫電影
- 攻殼機動隊2 INNOCENCE（ガヤ）
- 蠟筆小新：Amigo！森巴入侵計畫（傑克森·費妮）
- 剧场版 魔法老师！ ANIME FINAL（络缲茶茶丸）

2015年
- High Speed! -Free! Starting Days-（松岡凜〈小學生〉）

2017年
- 特別版 Free!-Take Your Marks-（松岡江）

2019年
- 哆啦A夢：大雄的月球探測記 (野比兔)
- 劇場版 為美好的世界獻上祝福！紅傳說（席薇亞[15]）
- 劇場版新幹線戰士：來自未來的神速ALFA-X（朱雀）
- 我的英雄學院劇場版：英雄新世紀（綠谷出久〈幼年〉）

2023年
- 劇場版 森林家族 來自芙蕾雅的禮物（可可[16]）

### 網路動畫
2021年
- 吸血鬼之愛（護士）

### 遊戲
- 異度神劍 - (卡露娜)
- 傳頌之物~逝去者的搖籃曲 - （多利、古拉、ハウエンクア）
- 魔塔大陸２～少女們於世界中迴響的創造詩～ - 零音節・洛螺
- 紅線 - 千羽鳥月
- 魔法老师！系列（络缲茶茶丸）
- Melty Blood（莉茲‧拜斐‧史翠恩德伐利）
- CaduceusZ 兩把超執刀 - 君島美娜
- HOSPITAL - 君島美娜
- 魔法禁书目录 幻想收束 - 雪莉·克伦威尔、「夢幻冠帶」蒂雅瑪特
- 聖火降魔錄 英雄雲集（米蘭達、切尼）
- 寶可夢大師（小驅）

### 廣播劇CD
- 小書痴的下剋上：為了成為圖書管理員不擇手段！
  - 廣播劇CD5（赫思爾、傅萊芮默[17]）
  - 廣播劇CD7（赫思爾、傅萊芮默[18]）
  - 廣播劇CD8（傅萊芮默、傅萊芮默的妹妹、傅萊芮默的姪女、薇羅妮卡[19]）
  - 廣播劇CD9（赫思爾[20]）

### 配音
2019年
- 爱x死x机器人 - Suzy（《裂缝以外》）

## 外部連結
- CHIBI-RARI HP （页面存档备份，存于）（日語）
- 渡辺明乃Fan Page（日語）
- あけのんZOOM （页面存档备份，存于）（日語）